# Our Bodies, Ourselves
Our Bodies, Ourselves  (en français, Notre corps, nous-mêmes) est un ouvrage réalisé par l'organisation à but non lucratif Our Bodies, Ourselves (originellement The Boston Women's Health Book Collective). Il contient des informations relatives à de nombreux aspects de la santé des femmes et de leur sexualité, en particulier les maladies sexuelles, l'orientation sexuelle, l'identité genrée, le contrôle des naissances, l'avortement, la maternité (grossesse et naissance des enfants), la violence, la maltraitance et la ménopause.
Publié pour la première fois en 1969, cet ouvrage pédagogique conseillait aux femmes de revendiquer leur sexualité pour le plaisir qu'elle procure, et comportait des chapitres sur la santé et les droits liés à la reproduction, la sexualité homosexuelle et l'indépendance. Ceci était alors révolutionnaire parce que la prise de conscience par les femmes de leurs désirs sexuels et de leur implication dans ceux-ci s'opposait au mythe de la « femme perçue comme docile, passive » et de « l'homme actif et agressif » dans les relations sexuelles.
Ce livre a été traduit et adapté par des groupes de femmes à travers le monde appartenant au mouvement d'autogynécologie dit self-help et est disponible dans 29 langues. Les ventes ont dépassé les quatre millions d'exemplaires. Pour Le New York Times, il s'agit d'« un best-seller américain sur tous les aspects afférents à la santé des femmes » et un « classique féministe ». La publication la plus récente date de 2011.
En 2020.une nouvelle édition française entièrement réactualisée a vu le jour. Notre corps, nous-mêmes aux éditions hors d atteinte.
L'organisation a également publié deux ouvrages portant sur un sujet spécifique : Our Bodies, Ourselves: Menopause (2006) et Our Bodies, Ourselves: Pregnancy and Birth [Grossesse et Naissance, 2008]. Le Boston Women's Health Book Collective avait auparavant publié Changing Bodies, Changing Lives: A Book For Teens on Sex and Relationships  ainsi que The New Ourselves, Growing Older: Women Aging with Knowledge and Power.
L'histoire de ce livre et du mouvement d'autogynécologie en France est notamment étudiée par la sociologue Aurore Koechlin dans son ouvrage La norme gynécologique (2022).

## Genèse
Le livre est issu d'un livret de 136 pages, à 35 cents, intitulé Women and Their Bodies, publié en 1970 par la New England Free Press, et écrit par douze activistes féministes de Boston.
Premier livret à être écrit par des femmes pour des femmes, il avait été initialement conçu comme une base pour un cours sur la santé des femmes. Le séminaire qui inspira ce livret fut organisé en 1969 par Nancy Miriam Hawley au College Emmanuel de Boston. Dans Women's eNews, Hawley a ainsi affirmé: "Nous n'étions pas incitées à poser des questions, mais à dépendre de soi-disant experts".
"Ne pas avoir notre mot à dire sur notre santé nous a frustrées et nous a mises en colère. Nous n'avions pas accès aux informations dont nous avions besoin, et avons donc décidé de les trouver par nos propres moyens" Par conséquent, le livre contient des informations pour guider les femmes sur "les manières de manœuvrer dans le système de santé américain", avec des sections intitulées "Le pouvoir et le rôle des médecins", "Les motivations financières du système de santé", "Les femmes, personnel de santé" et "Les Hôpitaux".
Des femmes firent des recherches et écrivirent elles-mêmes à partir de leurs informations :  Wendy Sanford sur l'avortement, Jane Pincus et Ruth Bell au sujet de la grossesse, et Paula Doress et Esther Rome à propos de la dépression post-partum. Le livret se vendit à 250 000 exemplaires en Nouvelle-Angleterre, sans aucune publicité.
En réponse à leur succès, des femmes formèrent le Boston Women's Health Book Collective (qui porte aujourd'hui le nom de Our Bodies, Ourselves) et publièrent la première édition de Our Bodies, Ourselves (276 pages) en 1973. Elles choisirent la fameuse maison d'édition Simon & Schuster à la condition qu'elles contrôlent pleinement la publication et que les centres de santé à but non lucratif puissent acheter des exemplaires avec des réductions significatives. Le livre mettait à l'honneur des histoires de femmes à la première personne, et abordait de nombreux sujets considérés comme tabous. Depuis, plus de quatre millions d'exemplaires ont été vendus. Simon & Schuster est resté l'éditeur.
La version française est publiée en 1977, à l'initiative de six femmes. Elle est rééditée jusqu'en 1990. En 2016, Marie Hermann, fondatrice de la maison d’édition féministe Hors d’atteinte, décide de réactiver le projet. Un collectif de neuf femmes se constitue. La deuxième édition française de Notre corps, nous-mêmes est publié en 2020, quarante ans après la première publication. 

## Sommaire de l'édition de 2011

### Corps et identités
1. Nos corps de femme : l'anatomie sexuelle, la reproduction et les cycles menstruels
2. Introduction à la santé sexuelle
3. L'image du corps
4. L'identité genrée et l'orientation sexuelle

### Relations et sexualité
1. Les relations
2. Les influences sociales sur la sexualité
3. Le plaisir sexuel et le consentement enthousiaste
4. Les défis sexuels

### La santé sexuelle et les choix liés à la reproduction
1. Le contrôle des naissances
2. Des relations sexuelles protégées
3. Les maladies sexuellement transmissibles
4. Grossesse inattendue
5. L'avortement

### La maternité
1. Considérer la parentalité
2. La grossesse et la préparation à la naissance
3. Le travail et l'accouchement
4. Les premiers mois de parentalité
5. Fausse couche, mortinaissance et autres pertes
6. L'infertilité et la procréation médicalement assistée

### Années post-reproductives
1. La périménopause et la ménopause
2. Nos dernières années

### Problèmes médicaux et navigation dans le système de santé
1. Quelques problèmes médicaux
2. Se repérer dans le système de santé

### Les principales forces qui affectent les femmes, la sexualité et leur santé
1. Violence faites aux femmes
2. Santé environnementale
3. La politique de santé des femmes
4. L'activisme au 21e siècle

## Sitographie
- (en) Linda Gordon, « Translating Our Bodies, Ourselves », The Nation,‎ 29 mai 2008 (lire en ligne).
- Nesrine Bessaïh, Anna Bogic: "Nous les femmes" de 1970 à 2017 à travers les traductions et adaptations de "Our Bodies, Ourselves" en français, en "TTR. traduction, terminologie, rédaction," Vol. 29, Numéro 2, 2e semestre 2016, p. 43 – 71 résumé